# Saint-Pierre-de-l’Isle
Saint-Pierre-de-l’Isle – miejscowość i gmina we Francji, w regionie Nowa Akwitania, w departamencie Charente-Maritime.
Według danych na rok 1990 gminę zamieszkiwały 293 osoby, a gęstość zaludnienia wynosiła 46 osób/km² (wśród 1467 gmin regionu Poitou-Charentes Saint-Pierre-de-l’Isle plasuje się na 721. miejscu pod względem liczby ludności, natomiast pod względem powierzchni na miejscu 1016.).